# 赛博朋克
赛博龐克（又譯「電馭叛客」）是「控制論」（cybernetics）與「龐克」（punk）的結合詞，基於資訊技術之發展的科幻故事支派。它的故事背景大都建立於「低端生活與高等科技的結合」（Combination of Low life and High tech），普遍擁有先進的科學技術，再以一定程度崩壞的社會結構做對比；劇情框架時常關於社会秩序受到政府或超大型企業、祕密組織的高度控制，而角色利用其中的漏洞做出了某種突破。類似風格者還有基於蒸氣技術之發展的「蒸氣龐克」，和基於生化技術之發展的「生化龐克」等等。

## 背景
賽博朋克很大程度上诞生于1960至1970年代的新浪潮科幻運動。當時的菲利普·狄克、羅傑·澤拉茲尼、J·G·巴拉德、菲利浦·荷塞·法默和哈蘭·艾里森等作家迴避了早期科幻小說的烏托邦傾向，嘗試描繪一个在毒品文化、科技以及性革命的衝擊下所帶來的新世界。1984年威廉·吉布森發表的代表性處女作《神經漫遊者》，吸取了朋克文化和早期的駭客文化，確認了賽博朋克的作為一門科幻類別的地位。其他同樣具有影響力的作者包括布魯斯·斯特林和鲁迪·拉克。日本的賽博朋克作品始於1982年大友克洋的系列漫畫《阿基拉》，其後1988年改編成的動畫電影使得這門科幻類別普及開來。
勞侖斯·普爾森曾嘗試定義賽博朋克文學運動的內涵和社會思潮：
經典的賽博朋克角色是邊緣且性格疏遠的獨行者。他們生活在社會群體的邊緣，一個彌漫反烏托邦氛圍的未來：日常生活受到急劇改變的科技影響，普及的電腦化資訊籠罩全球，以及侵入性的人體改造。——勞侖斯·普爾森
賽博朋克的情節通常以人工智慧、駭客和巨型企業有關的衝突為主軸。場景傾向設在地球上不遠的未來，有別於以撒·艾西莫夫的《基地》或是法蘭克·赫伯特的《沙丘》等太空歌劇中的遙遠未來設定或是星系級視野。設定通常是後工業的反烏托邦，側重在文明的動盪和科技被原發明者從未預期的方式所使用（「街道會為自己找到用途」）。許多這類作品的氛圍與黑色電影相呼應，書面作品通常使用偵探小說的技巧。有些評論認為賽博朋克從文學運動轉為科幻小說的樣板是因為寫作者的數量有限，風格本身往更廣泛的文化形態過渡也是原因。
值得注意的是在上文說的基地系列和沙丘系列，現實世界中作者都在後來補充了一個前史，便是曾經有過像電腦叛客或者人工智慧叛變的歷史，而基地系列是直接引用作者的前作。

## 风格

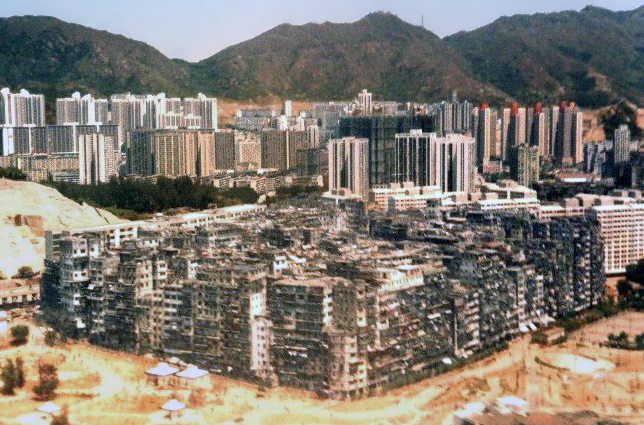
英屬香港時期的九龍城寨，曾經是一個政府都不管（港英政府和滿清政府）的地方，體現了反乌托邦中的自由主义

赛博朋克作者试图从侦探小说、黑色电影和後現代主義中汲取元素，描绘20世纪最后20年數位化社会不为人知的一面。赛博朋克的反乌托邦世界，被认为是20世纪中叶大部分人所设想的烏托邦未来的对立面。
总的来讲，赛博朋克的风格主线，就是反映出科技高度发展的人类文明，与脆弱渺小的人类个体之间的强烈反差，同时外界与内在，钢铁与肉体，过去与未来，现实与虚幻等矛盾在其中交织。看似对立，宿命却连结在一起。把人异化物化成为资源、工具，改造人成为主题。
布鲁斯·斯特林这样总结赛博朋克的特质：
|  | 待人如待鼠，所有对鼠的措施都可以同等地施加给人。闭上眼拒绝思考并不能使这个惨不忍睹的画面消失。这就是赛博朋克。 |

在赛博朋克文学中，大多故事发生在网络上、数碼空间中。现实和虚拟现实之间的界线很模糊。此流派经常使用人脑和电脑的直接连接。
赛博朋克文学有着强烈的反乌托邦和悲观主义色彩。他们通常将视角放在未来科技高度发达的大时代下底层小人物上，描写太平盛世表象下社会的腐朽与人性的堕落，对未来做出悲观的预言。但也是在这阴暗的角落将会诞生怀有希望的英雄。
今天赛博朋克经常以隐喻义出现，反映了人们对于大公司企业、政府腐败及社会疏离现象的担忧。一些赛博朋克作家试图通过他们的作品，警示人类社会依照如今的趋势将来可能的样子。因此，赛博朋克作品写作的目的是号召人们来改变社会。
通常以有錢，有權，有勢的社會高層人士以驕傲，目空一切的態度看待在城市中犄角旮旯生存的過街老鼠為展開。

## 作品列表

### 小說
- 《仿生人會夢見電子羊嗎？》（1968年）
- 《真名實姓》（1981年）
- 蔓生三部曲（英语：Sprawl trilogy）：
  - 《神經喚術士》（1984年）
  - 《零伯爵（英语：Count Zero）》（1986年）
  - 《重啟蒙娜麗莎（英语：Mona Lisa Overdrive）》（1988年）
- 《潰雪》（1992年）

### 電影
- （1982年）（改編自《仿生人會夢見電子羊嗎？》）
  - 《銀翼殺手2049》（2017年10月）
- 《心機掃描》（2006年）
- 《巴比倫密碼》（2008年）
- 《攻殼機動隊》（2017年3月）
- 《人類升級》（2018年3月）
- 《犯罪急診室》（2018年5月）
- 《艾莉塔：戰鬥天使》（2019年）（改編自《銃夢》）

### 漫畫
- 《阿基拉》（1982年）
- 《攻殼機動隊》（1989年）
- 《銃夢》（1991年）

### 電視劇
- 《X档案》兩集包含賽博朋克主題："Kill Switch"（1998年）"First Person Shooter"（2000年）
- 《超越时间线》（2012年）
- 《全面駭入》（2016年）
- 《碳變》（2018年）（Netflix）

#### 待上映
- 《銀翼殺手2099（英语：Blade Runner 2099）》（Amazon）[11]
- 《神經喚術士》（Apple TV+）[12][13]
- 《Cyberpunk 2077》[14]

### 動畫
- 《PSYCHO-PASS 心理测量者》（2012年）
- 《愛x死x機器人》（2019年）（Netflix）
  - 第1季第1集：索尼的優勢
  - 第1季第3集：目擊者
  - 第2季第3集：長生與新生
- 《銀翼殺手：黑蓮花》（2021年）
- （2022年）（Netflix日本）

### 電子遊戲
- 《駭客入侵系列》（2000年）
- 《VA-11 Hall-A：赛博朋克酒保行动》（2016年）
- 《電馭叛客2077》（2020年）
- 《幻塔》（2021年）（維拉時空版圖中的鏡都混合了中國風和賽博朋克的風格）
- 《浪貓》（2022年）
- 《Katana-Ra: Shinobi Rising》[15]（2023年）
- 《Nobody Wants to Die》[16]（2024年）

## 流行文化
在早期的赛博朋克作品里，菲利普·狄克所著作的《仿生人會夢到電子羊嗎？》最受注目，小說亦被改編成1982年電影，可以被看作是賽博朋克風格和主題的典型例子。此外，历史上第一部赛博朋克电视连续剧是1987年的电视连续剧《Max Headroom》，描绘了一个由电视网络寡头统治，且计算机黑客扮演核心角色的未来二元世界。此外，还有根据威廉·吉布森的短篇小说改编的电影捍卫机密（1995年）与新蔷薇酒店（1998年），然而这两部电影的商业成绩和口碑均欠佳。相比之下，同时期的沃卓斯基姐妹导演的黑客帝国系列（1999-2003）和判官爵德（1995）是历史上最成功的赛博朋克电影。
较新的赛博朋克作品有《银翼杀手2049》（2017年，对应1982年原版电影的续集），《爵德》（2012年，非1995年原版电影的续集），《艾莉塔：戰鬥天使》（2019年，改编自1990年发布的同名日本漫画），Netflix电视剧《碳變》（2018年，改編自英國作家理查德·K·摩根2002年的同名小說），最终幻想VII重制版（2020年，改编自1997年的同名原版电子游戏），以及电子游戏《赛博朋克2077》（2020年，改编自R. Talsorian Games于1988年发布的同名桌面角色扮演游戏）。

### 文学
美国明尼苏达州的作家布鲁斯·贝思克（Bruce Bethke）在他1980年的短篇小说《赛博朋克》中创造了这个名词，该小说发表于1983年11月的《惊奇故事》中 。该词很快变得流行，在威廉·吉布森，布鲁斯·斯特林，帕特·卡迪根等人的作品中都有使用。其中，得益于同人志《便宜的真相》，斯特林成为了该运动的主要思想家。约翰·雪莉（John Shirley）撰写文章，表达了布魯斯·斯特林和鲁迪·拉克对于赛博朋克的重要性。雷蒙德·钱德勒因他荒凉的笔触、愤世嫉俗的世界观和残断的文字，强烈地影响了此流派的作者。赛博朋克的世界是一个反乌托邦的、黑色电影的绝望世界。菲利普·狄克对此流派也有很大影响。他的作品主题包括社会荒颓、人工智能、偏执狂以及现实及某种虚拟现实间模糊的界限。不过，约翰·布鲁纳（John Brunner）1975年的小说《冲击波骑士》（The Shockwave Rider）被许多人认为是第一本具有赛博朋克类型桥段的小说。
威廉·吉布森由于他的小说《神经浪游者》（1984年）而通常被人们与赛博朋克联系起来。他注重风格、角色成长以及传统科幻小说的氛围，神经浪游者曾被授予雨果奖及星云奖。根据术语档案，吉布森对计算机和当今黑客文化认识不深，使他对计算机和黑客在将来的角色有着特别的推测，而这种看法对黑客们来说天真的令人愤怒，却又令他们感到非常刺激。
早年间，赛博朋克曾被誉为彻底脱离经典科幻小说，是科幻小说活力的体现。然而，此后不久，一些批评者开始挑战其作为创新运动的地位。这些批评家说，就叙事技巧和风格而言，1960年代的科幻新浪潮运动更具创新性。例如，菲利普·迪克（Philip K. Dick）的作品包含社会衰落，人工智能，偏执狂以及客观现实和主观现实之间的模糊界限等。颇具影响力的赛博朋克电影《银翼杀手》（1982年）就是基于他的书《仿生人会梦见电子羊吗？》（1968年）。在Pohl和Kornbluth的小说《Wolfbane》（1959）和羅傑·澤拉茲尼的小说《光与暗生物》（1968）中则提到了人类与机器的联机。
1994年，学者布赖恩·斯通希尔（Brian Stonehill）提出，托马斯·品钦1973年的小说《万有引力之虹》“不仅诅咒了，而且也预言了我们现在这浮光掠影般的网络空间”。赛博朋克其他重要的前辈还包括阿尔弗雷德·贝斯特的两部最著名的小说，《被毁灭的人》和《目的地之星》，以及弗诺·文奇的中篇小说《真名实姓》。

#### 影响
科幻小说家大衛·布林将赛博朋克形容为“有史以来对科幻小说进行的最好的促销活动”。它可能没有吸引到“真正的朋克”，但它确实吸引了许多新读者，并且为后现代文学评论运动提供了诱人的素材。布林认为，赛博朋克使科幻小说对学者更具吸引力。此外，它使科幻小说在好莱坞和整个视觉艺术圈眼中，变得更有利可图。
弗雷德里克·詹姆森认为赛博朋克“如果不是后现代主义，就是晚期资本主义的至高文学表达”。
赛博朋克进一步启发了许多不在“原创赛博朋克“之列的专业作家，将其思想融入到自己的作品中，如乔治·亚历克·埃芬格（George Alec Effinger）的 《重力失灵时》。由路易斯·罗塞托（Louis Rossetto）和简·梅特卡夫（Jane Metcalfe）创立的《连线》杂志融合了新技术，艺术，文学和时事，吸引了当今的赛博朋克迷。宝拉·尤（Paula Yoo）声称：“这证明了铁杆黑客，多媒体嬉皮，网络朋克和蜂窝网络怪人将要统治世界。”

### 电影电视

《银翼杀手》（1982年）至今仍然是最有影響力的赛博朋克電影

电影《银翼杀手》（1982年）—— 改编自菲利普·迪克（Philip K. Dick）的《仿生人会梦见电子羊吗？》 —— 小说设定在反乌托邦的未来，被称为复制体的人造生物是在太空殖民地使用的奴隶，并被地球上被各种赏金猎人作为合法猎物“退休”（杀死）。尽管《银翼杀手》的银幕发行并未大获成功，但它在家庭影片市场上获得了观众的欢迎，并成为了一部经典的邪典电影。由于电影忽略了迪克原著小说的宗教和神话元素（例如，移情盒和威尔伯·默瑟），因此比小说更严格地属于赛博朋克风格。威廉·吉布森（William Gibson）后来透露，在初次观看这部电影时，他惊讶于这部电影的画面与他当时正在创作的小说《神经漫游者》的想象画面非常一致。此后，该片的氛围影响了许多赛博朋克电影，例如使用各种赛博朋克元素的《黑客帝国三部曲》（1999-2003）。
此外，“暗黑科幻”作为一种混合电影流派，是一种将新黑色电影与科幻小说或赛博朋克相结合的作品。它包括许多赛博朋克电影，例如《银翼杀手 》，《爆裂都市》，《机器战警》，《十二只猴子》，《割草者》，《黑客》，《硬件》和《末世纪暴潮》。
《Johnny Mnemonic》（1995年）和《New Rose Hotel》（1998年）。兩部電影基於威廉·吉布森的短篇故事，然而票房和評價方面皆不理想；《駭客任務系列》（1999年-2003年）則是少數非常成功的賽博朋克電影。近期加入此類別的電影製作包含了原本1982年電影的續作《銀翼殺手2049》（2017年）、《人類升級》（2017年）、改編自1990年代日本漫畫銃夢的《艾莉塔：戰鬥天使》（2019年），以及2018年Netflix的影集《碳變》。

### 动画和漫画
与起源于新浪潮科幻小说文学的西方赛博朋克不同，日本赛博朋克起源于地下音乐文化，尤其是1970年代的J朋克音乐。电影制片人石井崇吾（Sogo Ishii）通过朋克电影《高中大恐慌》（1978）和朋克摩托电影《狂雷街区》（1980）将这种亚文化介绍给日本电影，两者都描绘了朋克的叛逆和无政府状态，后者则以朋克摩托帮为美学特色。石井的朋克电影为大友的开创性赛博朋克作品《阿基拉》铺平了道路。

赛博朋克动画和漫画借鉴了未来主义的视野，这种视野具有与西方科幻小说相同的元素，因此在日本以外的国家也得到了广泛的国际认可。赛博朋克的概念化正在向前演化，着眼于变为新的全球文化。它是一种目前尚不存在的文化，因此日本对赛博朋克未来的概念化似乎与西方国家一样重要，尤其是在西方赛博朋克经常包含许多日本元素的情况下。威廉·吉布森（William Gibson）是日本的常客，他发现自己对日本的许多看法已成为现实： 
 现代日本简直就是赛博朋克。日本人自己知道并且为此感到高兴。我记得我第一次到涩谷，当时带我去的年轻东京记者，他的脸被无数霓虹映照，对我说：“你看？这是《银翼杀手》镇。” 我说，是的，简直太像了。
赛博朋克主题出现在许多动画和漫画中，包括突破性的 《亞基拉》，《苹果核战记》，《攻殼機動隊》，《死亡代理人》，《無限地帶23》，《迷宫物语》，《午夜之眼》，《電腦都市OEDO 808》，《泡泡糖危机》 ，《AD特警》，《新世纪福音战士》，《玲音》，《電腦線圈》，《BLAME!》和《心靈判官》。

#### 影响
《阿基拉》（1982年漫画）及其1988年的动画电影影响了动画，漫画，电影，音乐，电视和游戏中的许多作品。《阿基拉》被认为对好莱坞电影有着重大影响，例如《黑客帝国》，《超能失控》 ，《時凶獵殺》，《通天眼》和《盗梦空间》。同时，其也影响了带有朋克风格的电子游戏，例如小岛秀夫的《掠夺者》和《潛龍諜影系列》，Valve的《戰慄時空》系列，和Dontnod Entertainment的《記憶駭客》。《阿基拉》也影响了音乐作品，例如肯伊·威斯特（Kanye West）在《Stronger》的MV中向阿基拉致敬，卢佩·菲亚斯科（Lupe Fiasco）的专辑《Tetsuo ＆ Youth》以“Tetsuo Shima”命名。电影中金田的摩托车，出现在斯蒂芬·斯皮尔伯格的电影《头号玩家》和CD Projekt的电子游戏《赛博朋克2077》中。

数字雨的一种，类似于《攻殼機動隊》和《黑客帝国》中使用的图像。

攻壳机动队（1989年）也影响了许多著名的电影人。其1995年的动画片电影改编作品激发了Wachowskis的灵感，创作了黑客帝国（1999年）及其续集。《黑客帝国》系列汲取了一些《攻壳机动队》的概念，包括代码瀑布，人物通过脖子后的接口进入矩阵等。詹姆斯·卡梅隆的《阿凡达》， 史蒂芬·史匹柏的《AI人工智慧》和乔纳森·莫斯托的《偽能叛變》也和其有相似之处。詹姆斯·卡梅隆（James Cameron）称其用《攻壳机动队》作为灵感来源，认为它对《阿凡达》有影响。
OVA《無限地帶23》（1985年）与《黑客帝国》有许多相似之处。日本漫畫《銃夢》对电影制片人詹姆斯·卡梅隆（James Cameron）产生了显着影响。比如他的电视连续剧《末世黑天使》（Dark Angel），以及他是2018年《艾莉塔：戰鬥天使》电影改编版的制片人。

### 游戏
赛博朋克电子游戏有很多。受欢迎的系列包括《最终幻想VII》及其衍生品和重制版， 女神转生系列，小岛的《掠夺者》和《合金装备》系列，《杀出重围》系列，《暴力辛迪加》系列以及《网络奇兵》系列。 其他游戏，例如《银翼杀手》，《攻壳机动队》和《黑客帝国》系列，均有基于电影版的角色扮演游戏。
还有几款名为赛博朋克的RPG ，分别是R. Talsorian Games的《赛博朋克》，《賽博朋克2020》和《赛博朋克 v3》，以及Steve Jackson Games作为GURPS家族的发行的《GURPS赛博朋克》。与FASA制作的游戏《闇影狂奔》不同，《赛博朋克2020》设计参考了威廉·吉布森（William Gibson）的作品背景，并在一定程度上得到了他的认可。两部作品都设定近未来，赛博技术成为世界的主流 。此外，Iron Crown Enterprises发布过一个名为《赛博空间》的RPG，之后绝版了几年，直到最近才以在线PDF形式重新发布。
近年的赛博朋克电子游戏則有 Ion Storm 開發的《Deus Ex》系列（2000年～）、 Bloober Team 的《observer》（2017年）、 Rune Heads 的《 Conglomerate 451 》（2020年）以及 CD Projekt Red 的《赛博朋克2077》（2020年）......等等。其中，《赛博朋克2077》是一款基于桌游《赛博朋克2020》的第一人称開放世界角色扮演電子游戏。

### 音乐
赛博朋克音乐的起源来自于音乐合成器 —— 其大量用于赛博朋克的电影，例如《逃离纽约》（1981）和《银翼杀手》（1982）。 一些音乐家也因美学风格和音乐内容被归类为赛博朋克。其作品通常表达对未来的反乌托邦愿景或生物力学主题。音乐被归类为赛博朋克的乐队包括“Psydoll”、“前线集会”、“Clock DVA”、“Angelspit”和“Sigue Sigue Sputnik”。

## 社会影响

### 艺术与建筑
维基共享资源上的相關多媒體資源：赛博朋克

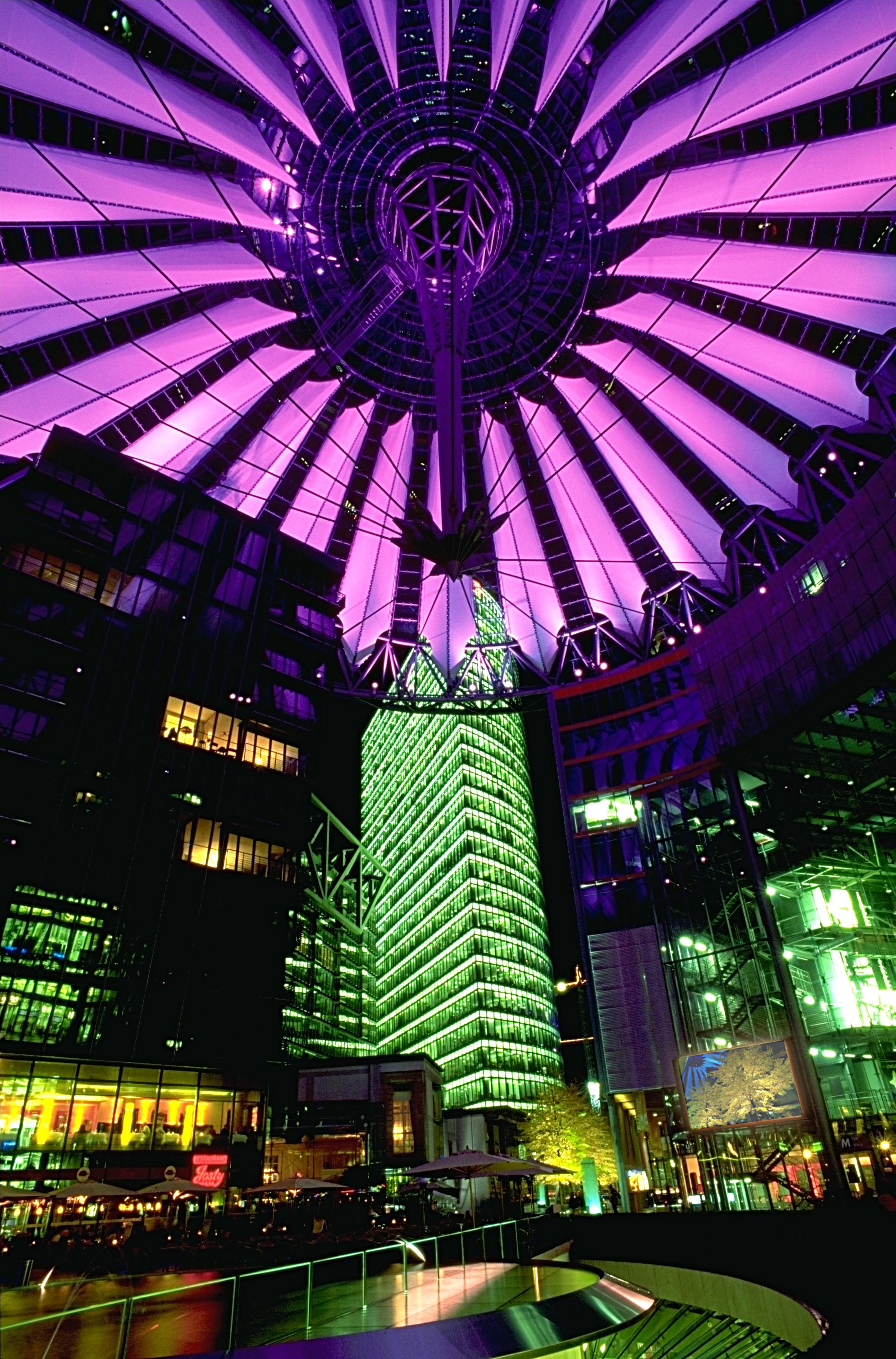
柏林的索尼中心

一些新未来主义艺术作品和城市建筑被赛博朋克所影响，如德国柏林波茨坦广场的索尼中心。

### 社会与反社会
赛博朋克小说还启发了几种亚文化，其中包括1980年代末和90年代初的赛博电子反文化。赛博电子的拥护者自称为“赛博朋克”，试图将迷幻艺术和毒品运动与网络文化技术相融合。早期的信奉者包括蒂莫西·里里（Timothy Leary），马克·弗劳恩费尔德（Mark Frauenfelder）和 RU Sirius。在2000年互联网泡沫破灭之后，这种文化大幅消退。
赛博哥特（CyberGoth）是一种时尚和舞蹈亚文化，它从赛博朋克小说，狂欢和哥特式亚文化中汲取灵感。此外，近年来已经出现了一种独特的赛博朋克风不同于赛博哥特，它从城市街头时尚汲取灵感，例如功能性服装，高科技运动服，战斗制服等。这种时尚命名包括“科技服装”，“哥特忍者”或“科技忍者”。
香港的九龙寨城（于1994年拆除）通常被称为典型的赛博朋克/反乌托邦贫民窟。因为其恶劣的生活条件，以及政治，地理和经济的孤立，让许多人对其独创性着迷。

## 相关流派
随着越来越多的作家开始使用赛博朋克的概念，新的科幻小说流派出现了。其中有些可以被视为超越了赛博朋克的标签，另一些则可以视为对较新领域的合理探索，这些流派以不同的方式关注技术对社会的影响。 其中一个杰出的子类型是蒸汽朋克，它的设定是在维多利亚时代的架空历史背景，结合了过时技术和赛博朋克惨淡的黑色电影世界观。蒸汽朋克这个词最初是在1987年左右的玩笑，用来形容提姆·鲍尔斯，詹姆斯·布莱洛克和K·W·杰特 的一些小说，但是吉布森和斯特林凭借他们的接龙小说《差分机》，使这个词成为认真使用的名称。
另一个子类是1990年代初期的生物朋克（由生物技术主导的赛博朋克主题），它是基于生物技术而非信息技术的派生风格。在这些故事中，人们发生改变的方式不是通过机械手段，而是通过基因工程。保罗·狄·菲利波（Paul Di Filippo）被认为是最著名的生物朋克作家，其作品包括《发条女孩》，半严肃小说《ribofunk》。布鲁斯·斯特林的塑造者/机械师系列也被视为对生物朋克有着巨大影响。
包括蒸氣龐克(Steampunk)、雷射龐克(Raypunk)、柴油龐克(Dieselpunk)、原子龐克(Atompunk)等，此類流派的分類也被稱之為賽博龐克衍生體裁(cyberpunk derivatives)。

## 常见元素
- 黑客（Hacker）
- 數位空間（信息空间）（Cyberspace）
- 虚拟实境（虚拟现实）（Virtual reality）
- 人工智能（Artificial Intelligence）
- 控制论（Cybernetics）与仿生人（Androids）
- 半機器人（Cyborg）
- 都市扩张（Urban Expansion）与贫民窟（Ghetto）
- 資產階級（Bourgeoisie）
- 反英雄（Anti-Hero）
- 超大型企業（Megacorporation）
- 基因工程（Genetic Engineering）
- 人類增強（Human Augmentation）
- 生物工程（Bio-engineering）
- 恐怖主义（特别是计算机恐怖）（Terrorism）